# Фокальный затвор
Фокальный затвор — разновидность фотозатвора, заслонки которого расположены вблизи фокальной плоскости объектива, то есть непосредственно перед кадровым окном, где расположен фотоматериал или фотоматрица. Все фокальные затворы являются шторно-щелевыми, а их заслонки называются шторками. До второй половины XX века было распространено другое название: шторный затвор, тогда как центральные затворы в те же годы назывались «лепестковыми», в соответствии с конструкцией заслонок.

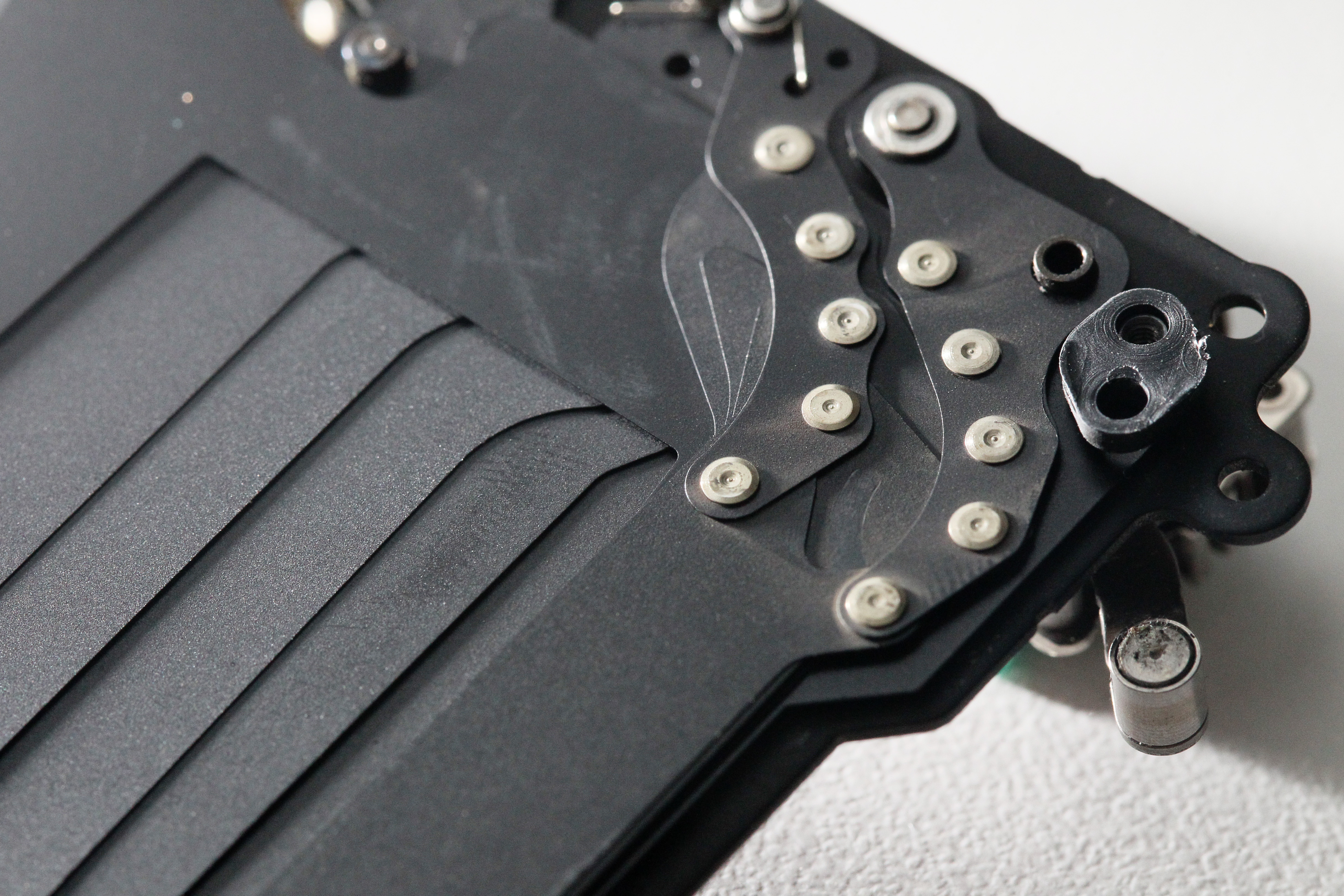
Механизм шторок наиболее распространённого в современной фототехнике фокального затвора типа Copal Square. На переднем плане видна сложенная в стопку открытая первая шторка с рычагами, а кадровое окно закрыто разложенной второй шторкой

## Историческая справка
В ранних фотопроцессах, таких как дагеротипия и калотипия, выдержки составляли несколько минут, и могли отмеряться вручную или с помощью секундомера. Поэтому первые в истории фотоаппараты не оснащались затвором, вместо которого использовалась простейшая заслонка или крышка объектива, а иногда просто шляпа фотографа. С ростом светочувствительности время экспозиции становилось короче, а после появления сухих броможелатиновых фотопластинок стала доступна «моментальная» съёмка, при которой выдержки составляют доли секунды. Тогда же созданы фотозатворы, способные автоматически отмерять такие отрезки времени.
Первые образцы затворов, упоминания о которых большинство историков относят к 1853 году, были фронтальными, то есть надевались на объектив спереди в виде приставки к фотоаппарату. Их рабочим элементом была откидная створка или падающая по направляющим прямоугольная заслонка с вырезанной в ней щелью. При срабатывании последнего типа затворов, получивших название гильотинных, заслонка падала под действием силы тяжести, и щель перемещалась перед объективом, на короткое время открывая доступ свету. Величина получаемой таким способом выдержки зависела как от ширины щели, так и от скорости падения заслонки, и могла достигать 1/500 секунды. Гильотинные фронтальные затворы использовались Эдвардом Мейбриджем во время хронофотографической съёмки скачущей лошади.
К середине 1880-х годов гильотинные затворы уступили место пружинным. Вместо жёсткой заслонки с щелью начали использовать две шторки из прорезиненного шёлка, намотанные на два вращающихся барабана с параллельными друг другу осями. При срабатывании такого затвора шторки под действием пружины перематывались с одного барабана на другой, а щель между ними пробегала перед объективом. Конструкция была запатентована английской компанией «Торнтон-Пикар» (англ. Thornton-Pickard) в 1886 году и выпускалась три десятилетия, став одной из самых известных марок. Дальнейший рост светочувствительности дал возможность ещё больше укоротить выдержки, но фронтальные затворы достигли своего предела быстродействия. Как и у всех апертурных затворов, у фронтальных кратчайшая выдержка зависит от времени полного прохождения щели. Для фокальных эта величина определяется периодом прохода щели мимо конкретной точки фотоэмульсии. Поэтому дальнейшее совершенствование моментальной съёмки связано с переносом шторок как можно ближе к фотопластинке.

### Первые фокальные затворы
Первым падающий гильотинный затвор разместил вблизи фокальной плоскости Вильям Ингланд (англ. William England) в 1861 году. Заслонка с регулируемой щелью была встроена в шибер кассеты, но оказалась слишком неудобной. Практическое применение нашёл механизм, уже использовавшийся во фронтальных затворах «Торнтон-Пикар» с гибкими шторками, намотанными на подпружиненные барабаны. Отличие состояло в расположении шторок и их размерах из-за необходимости перекрытия большого кадрового окна вместо сравнительно узкого входного зрачка объектива. Известны два изобретателя фокального затвора, который был назван «моментальным затвором при пластинке»: за пределами СНГ автором считается австрийский инженер Оттомар Аншютц, а в российских источниках упоминается имя Сигизмунда Юрковского. Кроме них к изобретению причастны Е. Фармер и Ф. Штольц. 
Витебский фотограф Юрковский построил свой первый моментальный затвор фронтального типа в начале 1880-х годов. В 1882 году он демонстрировал его на Московском съезде фотографов, а описание опубликовал в №4 журнала «Фотограф» за 1883 год. Наладить собственное производство автору не удалось, и конструкция в дальнейшем использовалась французской компанией «Герри» (фр. Gerri), продаваясь под этой маркой в том числе и в России. Через год Юрковский разработал теорию «затвора при пластинке», и создал действующий образец фокального затвора, подробные описания которого не сохранились. Широкое распространение затворов такого типа началось после 1888 года, когда Аншютцем было предложено использовать щель переменной ширины. 
До этого выдержку регулировали натяжением пружины, что при «разгоне» шторок для кратчайших экспозиций приводило к недопустимым вибрациям. В первых затворах Аншютца, выпущенных немецкой фирмой Goerz, ширина щели между шторками регулировалась петлёй соединяющего их шнура, свободный конец которого мог перемещаться вдоль кромки одной из шторок, где и наносилась шкала выдержек. Однако для каждой такой регулировки приходилось открывать фотоаппарат, прерывая съёмку. Вскоре появились более совершенные конструкции, позволяющие регулировать ширину щели снаружи камеры. Распространение и совершенствование фокальных шторных затворов привело к появлению нового класса фотоаппаратов, получивших название пресс-камера.

### Затворы с раздельным приводом шторок
Одним из недостатков большинства первых фокальных затворов была необходимость закрывать объектив во время его взвода, поскольку в этот момент щель между шторками не перекрывалась. Проблема была окончательно устранена в затворе малоформатных фотоаппаратов «Leica», массовый выпуск которых налажен в 1925 году. Впервые конструкция использованного в них затвора предложена для крупноформатных камер ещё в 1893 году, а реализована 16 лет спустя в английских зеркальных фотоаппаратах «Minex». Затвор нового типа состоял из двух независимых друг от друга шторок с индивидуальными пружинами. Щель между ними образовывалась за счёт разницы времени начала движения, а при взводе затвора шторки смыкались, надёжно предохраняя фотоплёнку от засветки. Удачная кинематика затвора упрощала его сопряжение с механизмом протяжки плёнки, делая всю конструкцию фотоаппарата компактной. 
Наличие патентов на затвор типа «Leica» препятствовало его копированию другими производителями фототехники. Поэтому фирма Zeiss Ikon при разработке своего варианта малоформатной камеры использовала принципиально другой тип фокального затвора, уже отработанного на более крупном кадре Contessa-Nettel и на двухобъективном малоформатном Contaflex. В отличие от «леечного», в котором шёлковые шторки двигались горизонтально, в затворе фотоаппарата «Contax» шторки были собраны из шарнирно соединённых узких металлических звеньев, и перемещались вертикально, вдоль короткой стороны кадра. Выдержка регулировалась как шириной щели, так и скоростью шторок, как в затворах старых типов. Но при взводе шторки так же, как и у «Лейки», смыкались, предотвращая засветку.
Способ образования щели между шторками и их вертикальное движение позволили в затворах «Contax» достичь выдержки в 1/1250 секунды, недоступной другим фотоаппаратам такого класса. Однако затвор оказался настолько сложным и дорогим в производстве, что после прекращения выпуска фотоаппаратов этой марки, использовался только в советских копиях «Контакса» под названием «Киев». Более простой затвор «Leica», напротив, стал практически стандартом в мировом фотоаппаратостроении, когда после поражения Германии во Второй мировой войне все её патенты были аннулированы. В 1959 году японская компания Nippon Kogaku вместо прорезиненного шёлка использовала для изготовления шторок такого затвора титановую фольгу, резко увеличив его надёжность и морозоустойчивость.

### Ламельные затворы
Ограничения, накладываемые конструкцией фокального затвора, особенно остро проявились с распространением электронных фотовспышек в середине 1950-х годов. Кратчайшая выдержка синхронизации, при которой возможна съёмка с такими вспышками, для большинства затворов типа Leica ограничена скоростью движения шторок, и редко превосходит величину в 1/60 секунды. Дальнейший «разгон» приводит к снижению надёжности затвора из-за больших ускорений при старте и торможении механизма. Большинство разработчиков в этот период разочаровались в перспективах фокального затвора, начав использовать центральный даже в аппаратуре со сменной оптикой.

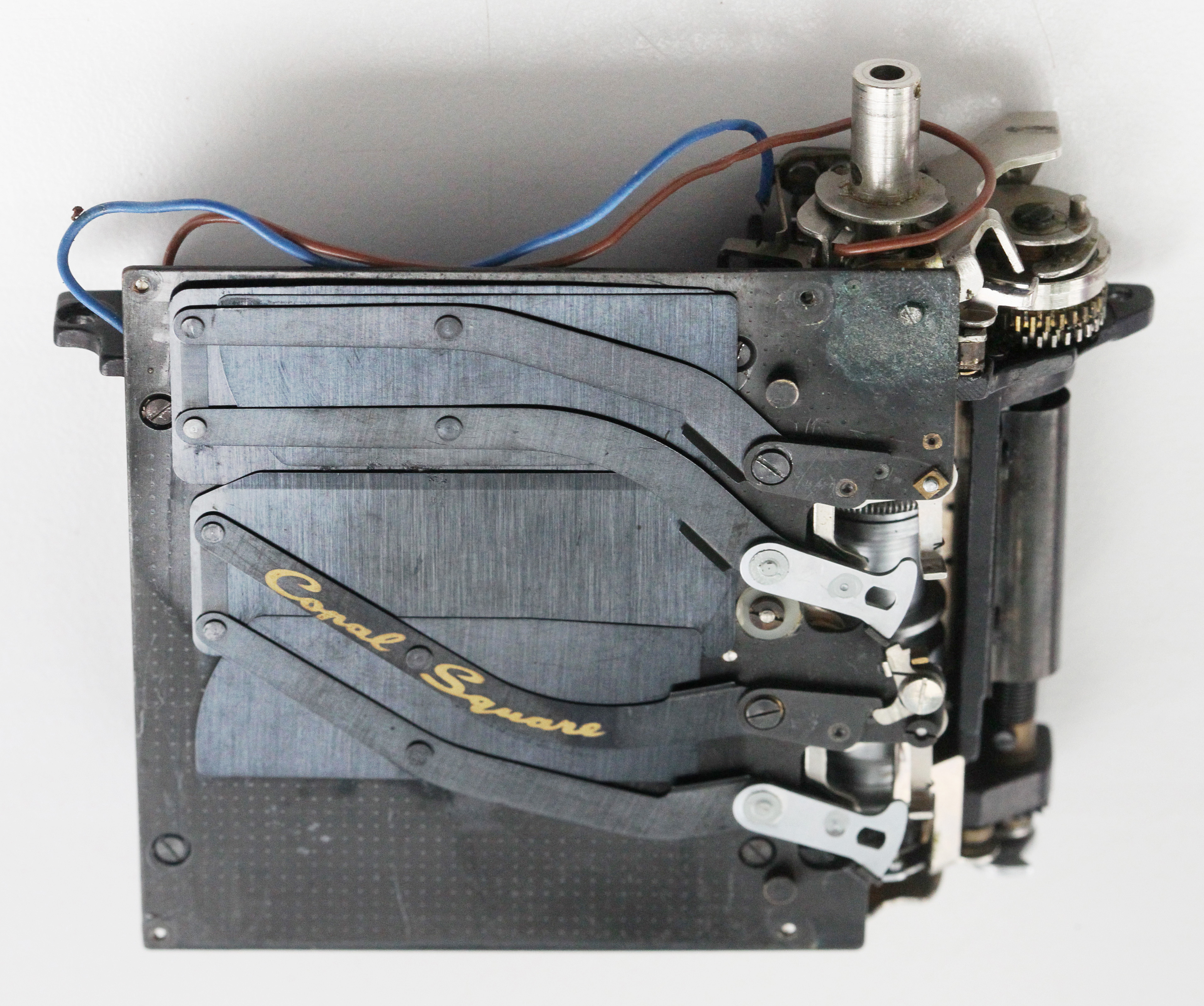
Первый ламельный затвор Copal Square со снятым защитным экраном

В 1953 году компания Konishiroku (Konica) приступила к созданию принципиально нового фокального затвора с полностью металлическими жёсткими шторками. Четыре года спустя аналогичные разработки начала Mamiya. Идея состояла в создании шторок, состоящих из узких металлических ламелей, и способных складываться в узкую стопку или раскладываться в шторку, перекрывающую кадровое окно. В феврале 1960 года Konishiroku начала выпуск фотоаппарата Konica F с затвором собственного изготовления. Затвор под названием Hi-Synchro позволял снимать с электронной вспышкой на выдержке 1/125 секунды, имея кратчайшую в 1/2000. Однако, механизм оказался очень дорогим в производстве, что отразилось на стоимости и продажах фотоаппарата, выпущенного менее, чем в 2000 экземпляров. 
Ни Konishiroku, ни Mamiya не смогли самостоятельно наладить конкурентоспособные конструкцию и технологию её сборки, и в конце концов были вынуждены обратиться за помощью к фирме Copal. Через некоторое время к консорциуму трёх компаний-разработчиков присоединился Asahi optical, и в 1962 году был выпущен первый затвор Copal Square, положивший начало совершенно новому типу фокального затвора. В иностранных источниках его часто называют «квадратным» (англ. Square-type) из-за характерной формы корпуса, а в советской литературе такой затвор получил название «ламельный». Патентные права на конструкцию полностью принадлежали консорциуму, и изготавливать такие затворы первые годы имели право только четыре его участника. По этой причине первый фотоаппарат Nikkorex F с таким затвором с июня 1962 года выпускался на заводах Mamiya, несмотря на то, что заказчиком была корпорация Nikon. Камера Konica FP стала второй, получившей этот же затвор в 1963 году. В 1965 году появилась новая модель затвора Copal Square S, более компактная за счёт увеличения количества ламелей каждой шторки до трёх вместо двух. Этот затвор покупали сразу несколько производителей фототехники, в том числе Nikon для установки в аппараты семейства Nikkormat. 

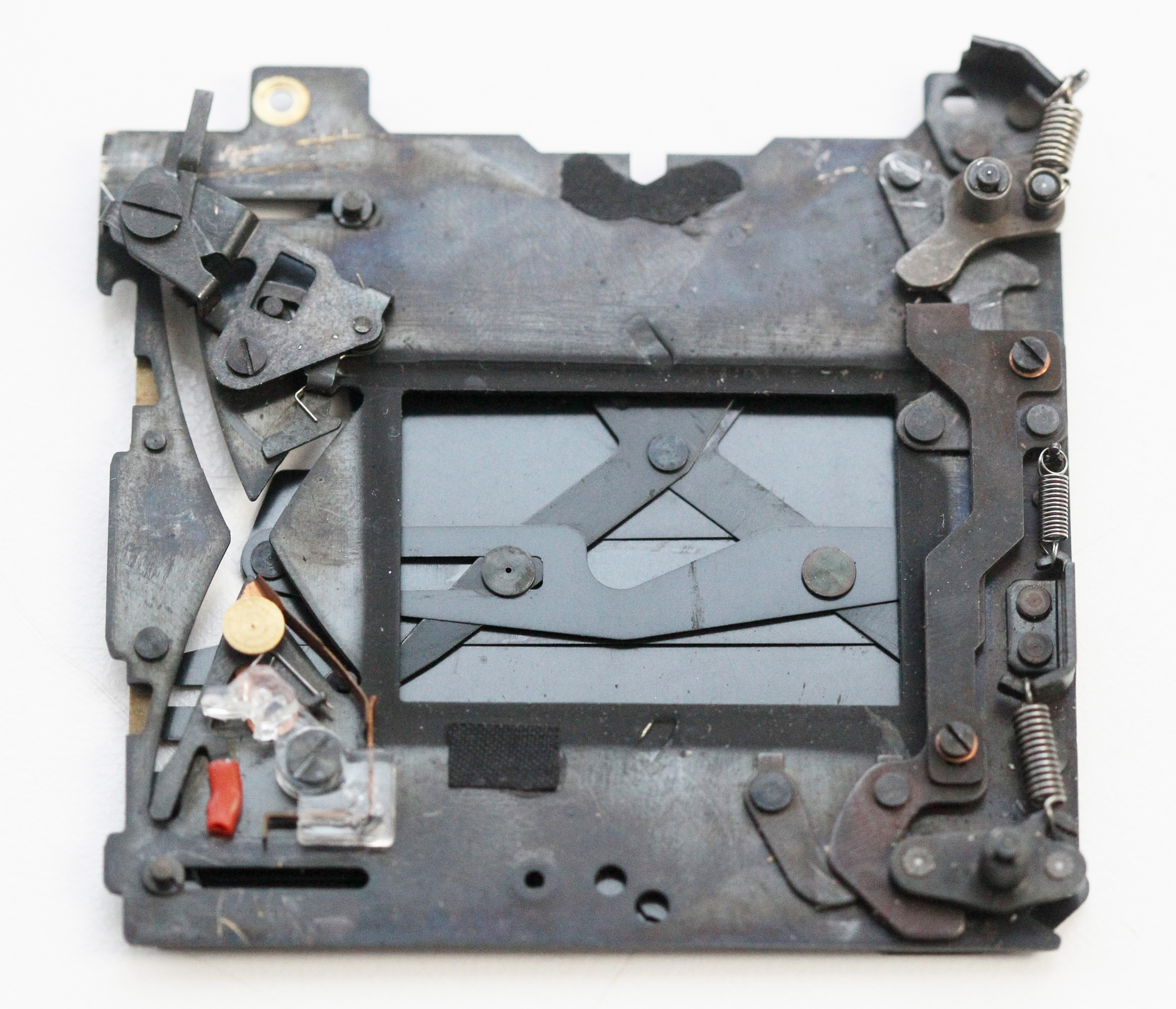
Ламельный затвор фотоаппарата Praktica L

В 1961 году инженеры восточногерманского VEB Pentacon Dresden запатентовали собственную конструкцию ламельного затвора с комбинированными шторками, частично изготовленными из прорезиненного шёлка. Позднее разработчики усовершенствовали эту конструкцию, получив полноценный ламельный затвор, использовавшийся во всех «зеркалках» Praktica серии L. В СССР коллектив под руководством Анатолия Носко в 1978 году запатентовал затвор такого же типа, но другой конструкции с двухсекционными шторками, движущимися по направляющей. Он впервые использован в фотоаппарате «Киев-17», а после доработки устанавливался в ленинградской камере «Алмаз-103». Из-за особенностей конструкции советский затвор уступал японскому в скорости шторок, обеспечивая синхронизацию со вспышкой только до 1/60 секунды. Отставание удалось преодолеть во втором поколении затворов «ФЗЛ», разработанных красногорским коллективом под руководством Анатолия Падалко.
Ламельный затвор японского консорциума имел полностью металлическую конструкцию, а жёсткие шторки перемещались на шарнирно-рычажном приводе вдоль короткой стороны кадрового окна. В малоформатных фотоаппаратах затвор с таким ходом позволяет при той же линейной скорости движения шторок получить в 1,5 раза более короткую выдержку синхронизации, поскольку полное открытие кадрового окна происходит при ширине экспонирующей щели 24, а не 36 миллиметров. Кроме того, масса и размеры подвижных частей значительно меньше, чем у классических затворов с гибкими шторками, обеспечивая большие скорости движения щели при невысоких нагрузках на механизм. Самые первые ламельные затворы сразу превосходили предыдущие конструкции, работая с электронной вспышкой уже при 1/125 секунды, и легко обеспечивая кратчайшую выдержку в 1/1000. В современных затворах этого типа синхронизация достижима на 1/500 секунды, а выдержка может сокращаться до 1/16000 (Canon EOS-1D, Nikon D1).

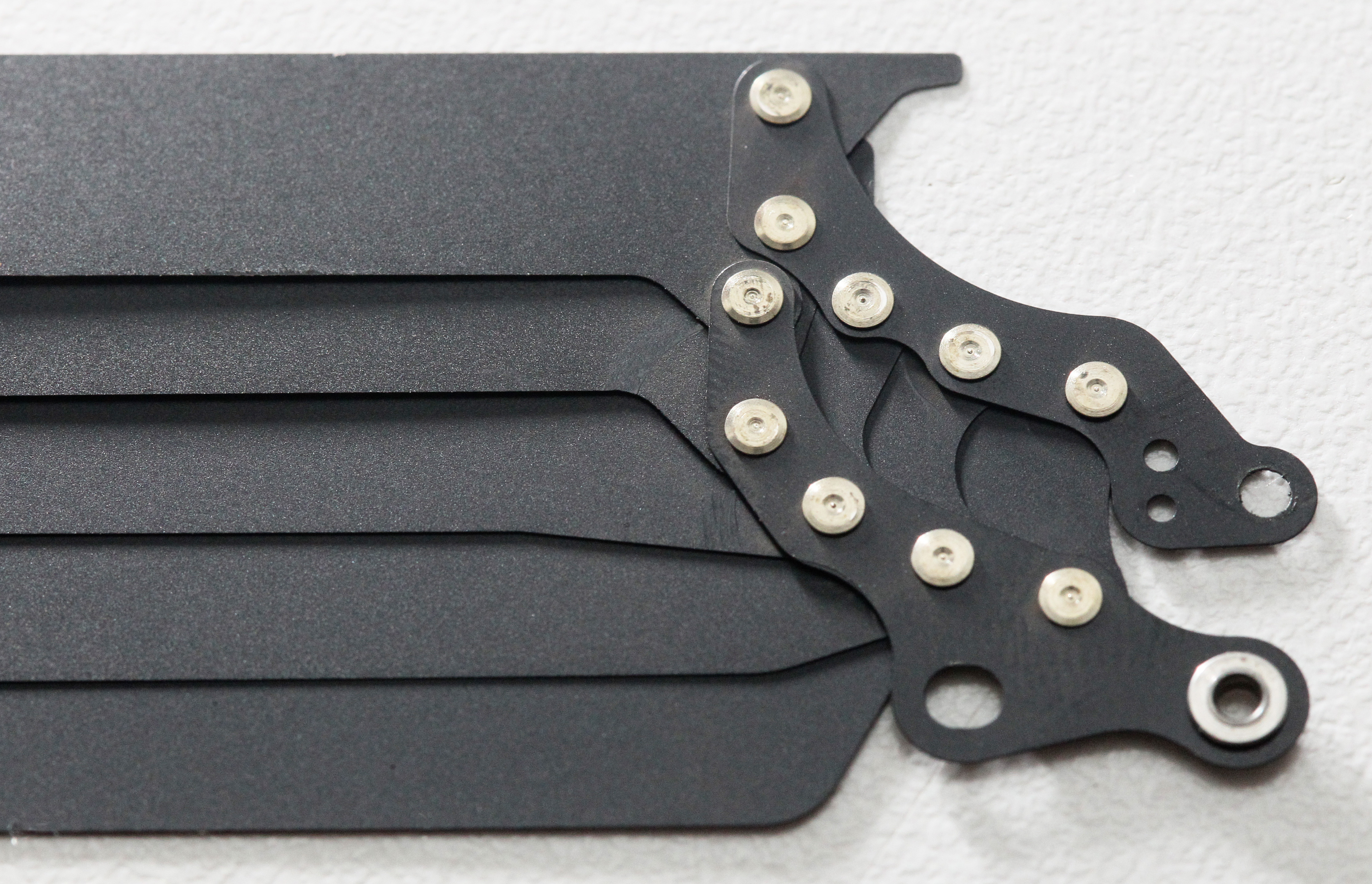
Шторка современного ламельного затвора

Вторым важнейшим достоинством ламельного затвора считается его компактность: при небольшой толщине он только вдвое превосходит размер кадрового окна по высоте, и лишь незначительно шире его длинной стороны, за что и получил название «квадратного». Кроме высокой скорости экспонирующей щели, характерны температурная стабильность и удобство сопряжения с электронными системами управления. Жёсткие металлические шторки не прогорают при попадании на них изображения солнца. В отличие от других типов фокального затвора ламельные изготавливаются в виде неразборного модуля, полностью готового к установке в фотоаппарат. Такое устройство облегчает производство и особенно ремонт, позволяя доверять сборку затвора высокоспециализированным компаниям, а в случае поломки менять прецизионный модуль целиком. Вместе с тем, многие производители фототехники долго отказывались от использования новой конструкции, прежде всего по соображениям шумности и надёжности. Кроме того, ламельные затворы хуже, чем классические, обеспечивают светонепроницаемость из-за невозможности абсолютно плотного прилегания ламелей друг к другу. 
По этим причинам первый профессиональный Nikon F4 с таким затвором был выпущен только в 1988 году с изменённым порядком взвода шторок. Благодаря раздельному взводу, в спущенном состоянии кадровое окно перекрыто одновременно обеими шторками (англ. Double Bladed Shutter), исключая засветку в режиме предварительного подъёма зеркала. По такому же принципу работал ламельный затвор фотоаппарата Canon EOS-1N RS с неподвижным полупрозрачным зеркалом. В современных цифровых зеркальных, а также беззеркальных фотоаппаратах используются только ламельные затворы из-за их эффективности и компактности.

## Достоинства и недостатки
Главное достоинство фокальных затворов, предопределившее их широкое распространение, заключается в возможности отработки коротких выдержек, недоступных апертурным затворам. Если для последних предельной считается выдержка в 1/500 секунды, то даже простейшие фокальные способны отсекать 1/1000, а самые совершенные вплоть до 1/16000. Кроме того, конструкция никак не ограничивает световой диаметр объектива, позволяя использовать оптику любой светосилы. Ещё одним преимуществом можно считать удобство использования сменных объективов. Центральный затвор обычно встраивается в их оправу, и в этом случае каждый сменный объектив должен оснащаться своим затвором, удорожающим оптику. Из всех существующих типов затворов фокальные обладают самым высоким КПД, доходящим до 95%.

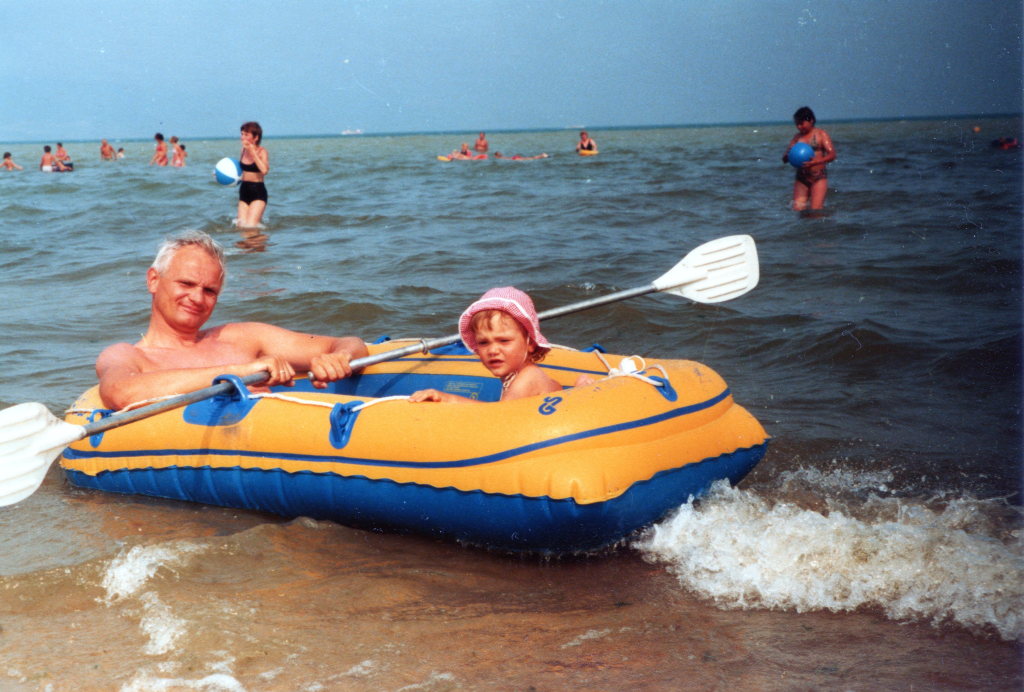
Неравномерное экспонирование кадра: правая часть изображения недодержана из-за неточной регулировки затвора

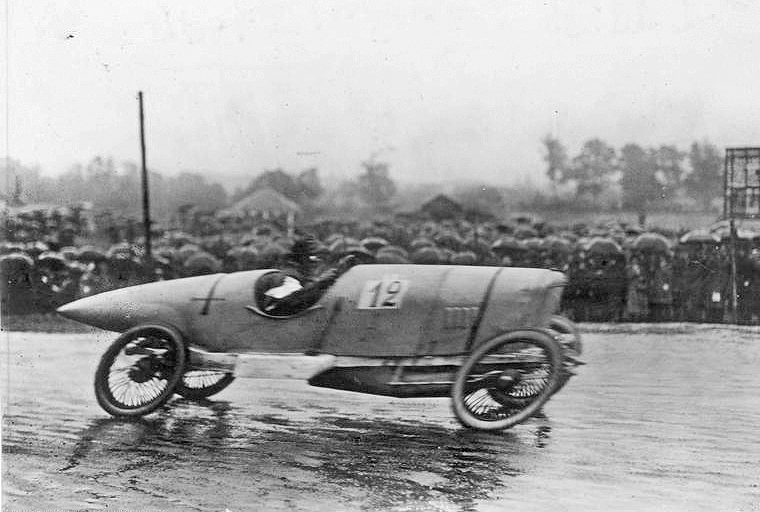
На снимке хорошо виден эффект при съёмке гоночного автомобиля фокальным затвором со сравнительно медленным вертикальным ходом экспонирующей щели. Из-за её движения снизу вверх (по изображению) нижняя часть кадра экспонирована раньше, чем верхняя, что отразилось на форме движущегося объекта

Вместе с тем, у фокальных затворов есть ряд существенных недостатков. Одним из главных считается трудность достижения равномерного экспонирования всего кадра. Шторки во время своего движения под действием пружин разгоняются. Их скорость может увеличиваться к концу хода в 1,5 раза, сокращая выдержку для соответствующей части снимка. Такую же сложность представляет синхронизация движения шторок: разница их скоростей приводит к изменению ширины щели по мере её перемещения. 
Ещё один принципиальный недостаток является следствием того, что разные части кадра экспонируются не одновременно. На изображении неподвижных или движущихся с небольшой скоростью объектов это никак не отражается. Однако при скоростях, сопоставимых со скоростью движения экспонирующей щели, форма движущихся предметов и людей может искажаться. Особенно это заметно на коротких выдержках, когда изображение не смазывается. При совпадении направлений объект растягивается, а при встречном движении затвора и изображения, последнее сжимается. Объекты, движущиеся перпендикулярно направлению шторок, отображаются наклонными. Такой временной параллакс может быть сведён к минимуму увеличением скорости движения шторок.
Из-за особенностей конструкции фокальный затвор наиболее удобен при небольших размерах кадрового окна. С ростом размера кадра узел затвора и его шторки увеличиваются пропорционально формату. При этом для получения тех же характеристик требуется увеличение скоростей с сопутствующим ростом ускорений при разгоне и торможении механизма. Это неизбежно увеличивает нагрузки, шум и вибрации, и без того превосходящие эти же параметры центральных затворов. Наилучшие характеристики фокальные затворы обеспечивают с малоформатным и более мелким кадром, например APS-C и Микро 4:3. На среднеформатном кадре фокальные затворы редко дают выдержку синхронизации короче 1/30 секунды, а кратчайшая выдержка чаще всего ограничивается 1/1000. Современные крупноформатные фотоаппараты оснащаются преимущественно центральными затворами, габариты которых определяются только световым диаметром объектива.
С распространением электронных фотовспышек проявился ещё один недостаток фокальных затворов, который заключается в невозможности съёмки с импульсным освещением на коротких выдержках. Если ширина экспонирующей щели меньше, чем соответствующий размер кадра, при срабатывании электронной вспышки освещённой оказывается только часть кадра, над которой в этот момент находится щель. В 1960-х годах этот недостаток стал причиной всеобщего увлечения центральными затворами, обеспечивающими надёжную синхронизацию на любых выдержках. Современные фокальные затворы значительно расширили диапазон выдержек, пригодных для съёмки со вспышкой, но наиболее короткие из них так и остались недоступными для использования импульсного света;
Использование матерчатых шторок в фокальном затворе сопряжено ещё с двумя проблемами: риском их прожигания сфокусированным изображением солнца и потерей эластичности на морозе или от старости. Однако обе проблемы устраняются использованием вместо прорезиненного шёлка титановой фольги, а современным ламельным затворам эти недостатки не свойственны.

## Принцип действия
Классический фокальный затвор состоит из двух эластичных непрозрачных шторок, изготовленных из прорезиненной шёлковой ткани (Leica M6, Olympus OM-1, Pentax K1000, «Зенит-Е») или гибкой титановой фольги (Nikon F3, Canon F-1, Pentax LX, Minolta XK). В некоторых типах камер используются гибкие металлические шторки из шарнирно соединённых узких полос (Contax, «Киев») или из гофрированной нержавеющей стали (Hasselblad 1600F, «Салют»).

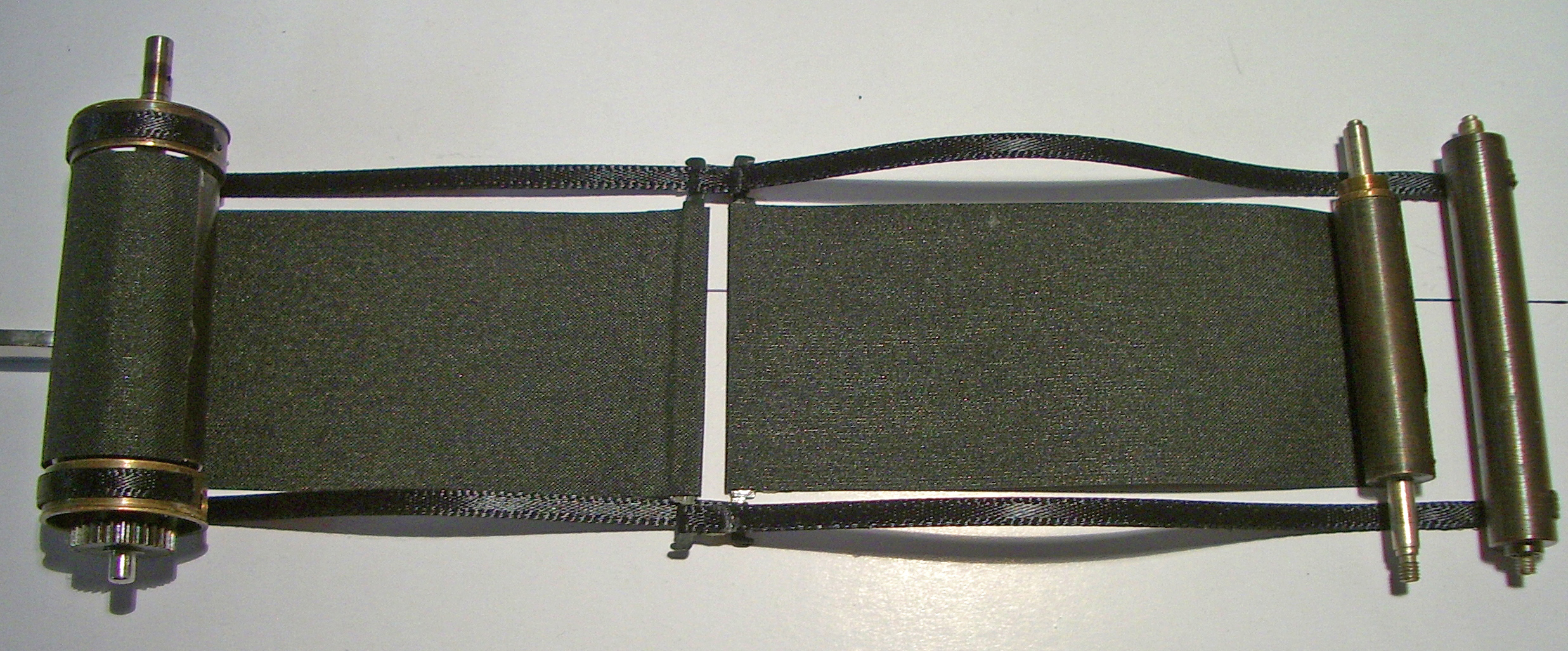
Шторки разобранного фокального затвора типа Leica. Слева первая шторка; справа — вторая шторка и гильзы с пружинами

Шторки намотаны на вращающиеся цилиндрические барабаны, кинематически связанные с механизмами взвода и регулировки выдержек. Первая и вторая шторки затворов движутся независимо друг от друга под действием пружин, отрегулированных таким образом, что скорости шторок совпадают. При взведённом состоянии затвора одна из его шторок полностью перекрывает кадровое окно, предотвращая доступ света от объектива. 
Срабатывание затвора начинается с того, что освобождается замок этой шторки, которая под действием пружины начинает сматываться на свой барабан, и пропускает свет. Через некоторое время освобождается замок второй шторки, которая разматывается под действием своей пружины, закрывает кадровое окно и прекращает экспонирование. При коротких выдержках вторая шторка начинает движение до того, как первая полностью откроет кадр. В этом случае между шторками образуется щель, движущаяся мимо кадрового окна.
В большинстве шторно-щелевых затворов шторки движутся перед кадровым окном с постоянной скоростью, а выдержка регулируется шириной щели между ними. В типичном затворе этого типа, установленном в малоформатном фотоаппарате Nikon SP, шторки в момент срабатывания движутся со скоростью более 2 метров в секунду, проходя кадровое окно за 14,5 миллисекунд. Ширина щели регулируется механизмом, задающим момент начала движения второй шторки после старта первой. Щель затвора шириной 4 мм обеспечивает выдержку в 1/500 секунды. Перед началом съёмки следующего кадра затвор взводится снова, при этом шторки возвращаются в исходное положение в сомкнутом состоянии.  

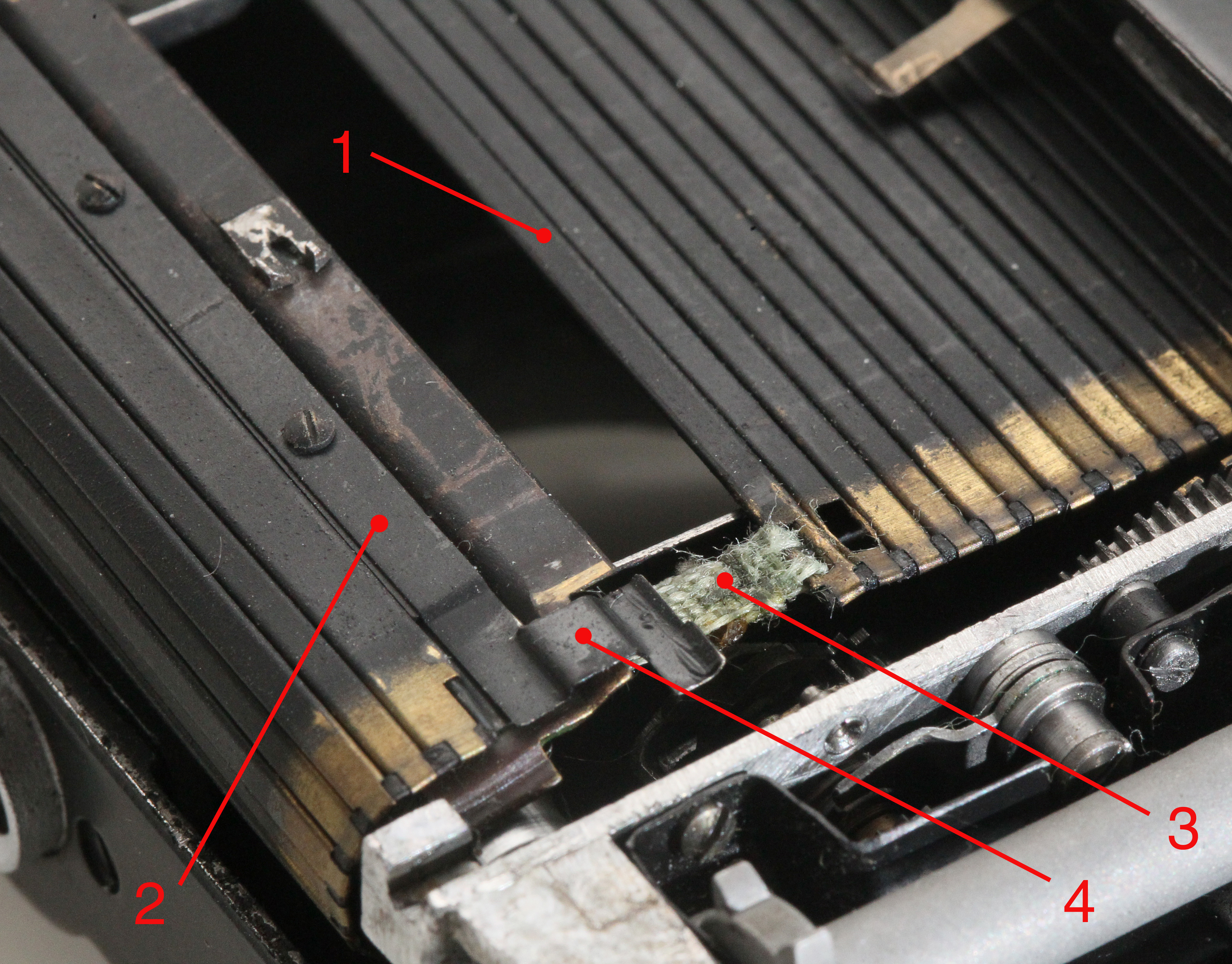
Фокальный затвор типа Contax с металлическими многозвенными шторками. Цифрами обозначены: 1 — верхняя (вторая) шторка; 2 — нижняя (первая) шторка; 3 — тесёмка; 4 — замок

Некоторые затворы работают по другому принципу: ширина щели между шторками задаётся при взводе специальным механизмом. После прохождения кадрового окна в сомкнутом состоянии, шторки размыкаются, а вторая шторка продолжает движение на расстояние заданной ширины щели. Этот тип затвора со шторками из металлических звеньев устанавливался в фотоаппаратах Contax, Super Nettel, Nettax и в первом двухобъективном Contaflex. Аналогичным образом работал матерчатый затвор Praktina, а затем Praktisix. Однако, независимо от типа, во всех механических фокальных затворах длинные выдержки (обычно длиннее 1/30) отрабатываются дополнительным анкерным механизмом, замедляющим вторую шторку. В этом случае она начинает двигаться после полного открытия первой через временной интервал, заданный механизмом задержки. В некоторых типах фотоаппаратов с таким затвором (например, Leica III) короткие и длинные выдержки регулируются раздельными головками. 
Распространение микроэлектроники коснулось и конструкции фокального затвора, регулировка выдержки которого стала электромеханической. В таких затворах момент начала движения второй шторки задаётся электромагнитом, освобождающим замок. К началу 1980-х годов фокальные затворы с электромеханическим управлением шириной щели стали доминировать в мировом фотоаппаратостроении, практически вытеснив более дорогие механические затворы. Такая конструкция без электропитания неработоспособна, но обеспечивает автоматическое управление экспозицией с бесступенчатой регулировкой выдержки. 
Фокальный затвор может быть как с вертикальным, так и с горизонтальным ходом экспонирующей щели. Горизонтальный ход, как правило имеют затворы типа Leica с эластичными шторками, намотанными на барабаны. Вертикальное движение встречается в таких затворах редко, поскольку усложняет сопряжение с механизмом перемотки плёнки и плохо компонуется с зеркальным видоискателем. Такой ход шторок типичен для ламельных затворов, получивших распространение в современной аппаратуре. Каждая шторка такого затвора состоит из нескольких (обычно 2—3) тонких металлических ламелей, движущихся на шарнирно-рычажном приводе параллельно фокальной плоскости. При открытии шторки ламели надвигаются друг на друга, складываясь в узкую стопку. Увеличение количества ламелей уменьшает габариты затвора, поскольку в этом случае сложенная шторка занимает меньшее пространство.

## Обтюраторный затвор

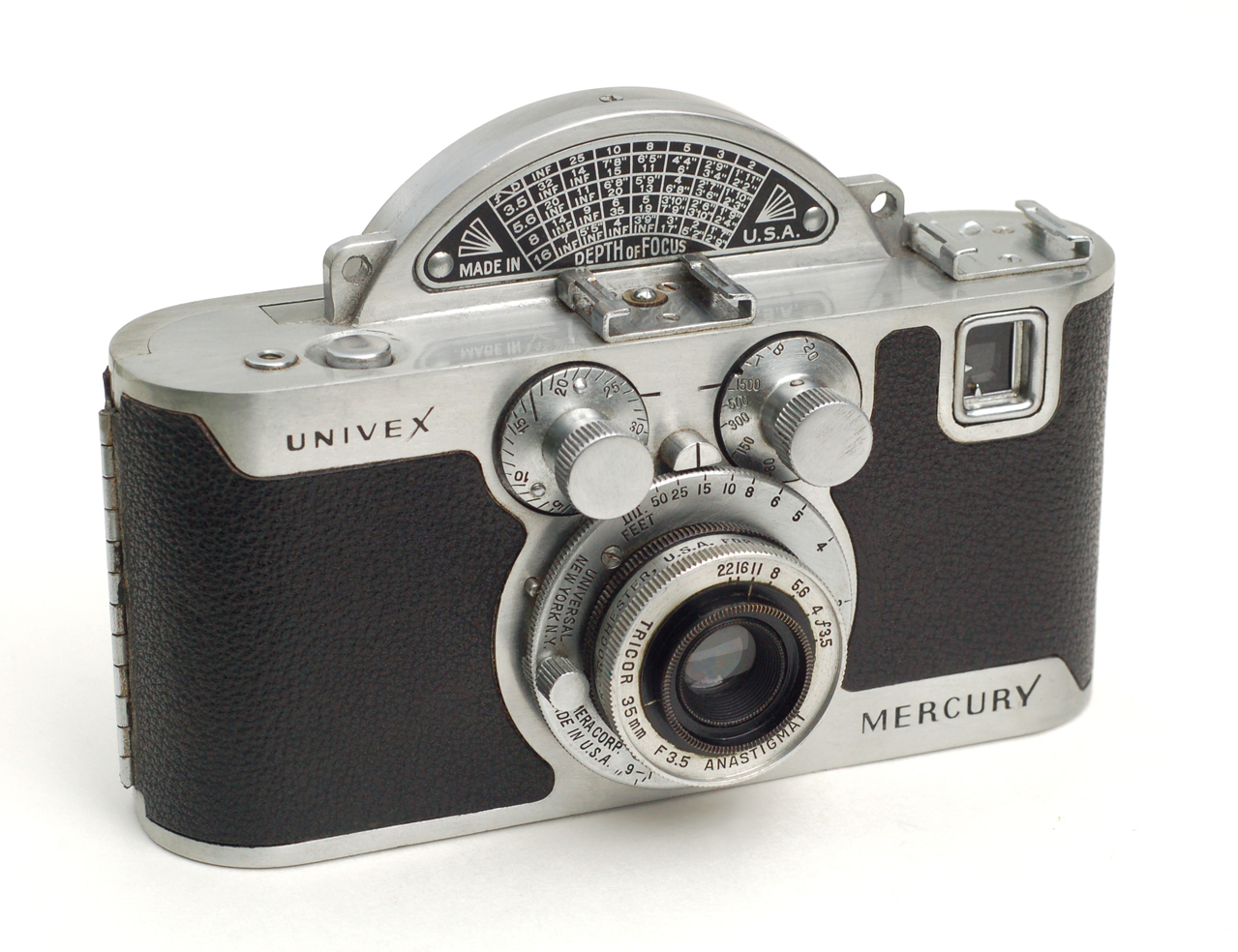
Фотоаппарат Univex Mercury с обтюраторным затвором. Хорошо различим кожух обтюратора с нанесённой шкалой глубины резкости объектива

Кроме описанных типов фокального затвора некоторое применение в фототехнике нашёл так называемый обтюраторный или дисковый. Он получил своё название из-за сходства с обтюратором, широко применяющимся в кинотехнике, и выполняющим функцию затвора в киносъёмочных аппаратах. Обтюраторный затвор имеет такое же устройство, как и дисковый однолопастный обтюратор: вращающийся вблизи фокальной плоскости металлический диск с секторным вырезом. Разница заключается в том, что вместо непрерывного вращения обтюратора, затвор совершает одиночные обороты для покадровой съёмки. При таком устройстве величина выдержки зависит от угловой скорости вращения и угла раскрытия обтюратора. 
В фототехнике выдержка регулируется как переменным углом раскрытия, так и изменением скорости вращения. В последнем случае к простоте обтюраторного затвора добавляется ещё одно его достоинство: неограниченная возможность синхронизации с электронными вспышками. Недостатком считается громоздкость, поскольку размеры диска значительно превосходят размеры кадрового окна. По этой причине обтюраторный затвор применяется, главным образом, в миниатюрных или полуформатных фотоаппаратах с небольшим размером кадра. Наиболее известными примерами использования обтюраторного затвора считаются линейки фотоаппаратов Robot и полуформатное семейство Olympus Pen F. Обтюраторный затвор обеспечивал фотоаппаратам этих типов выдержки до 1/500 секунды с полноценной синхронизацией вспышки во всём диапазоне.

## Веерный затвор

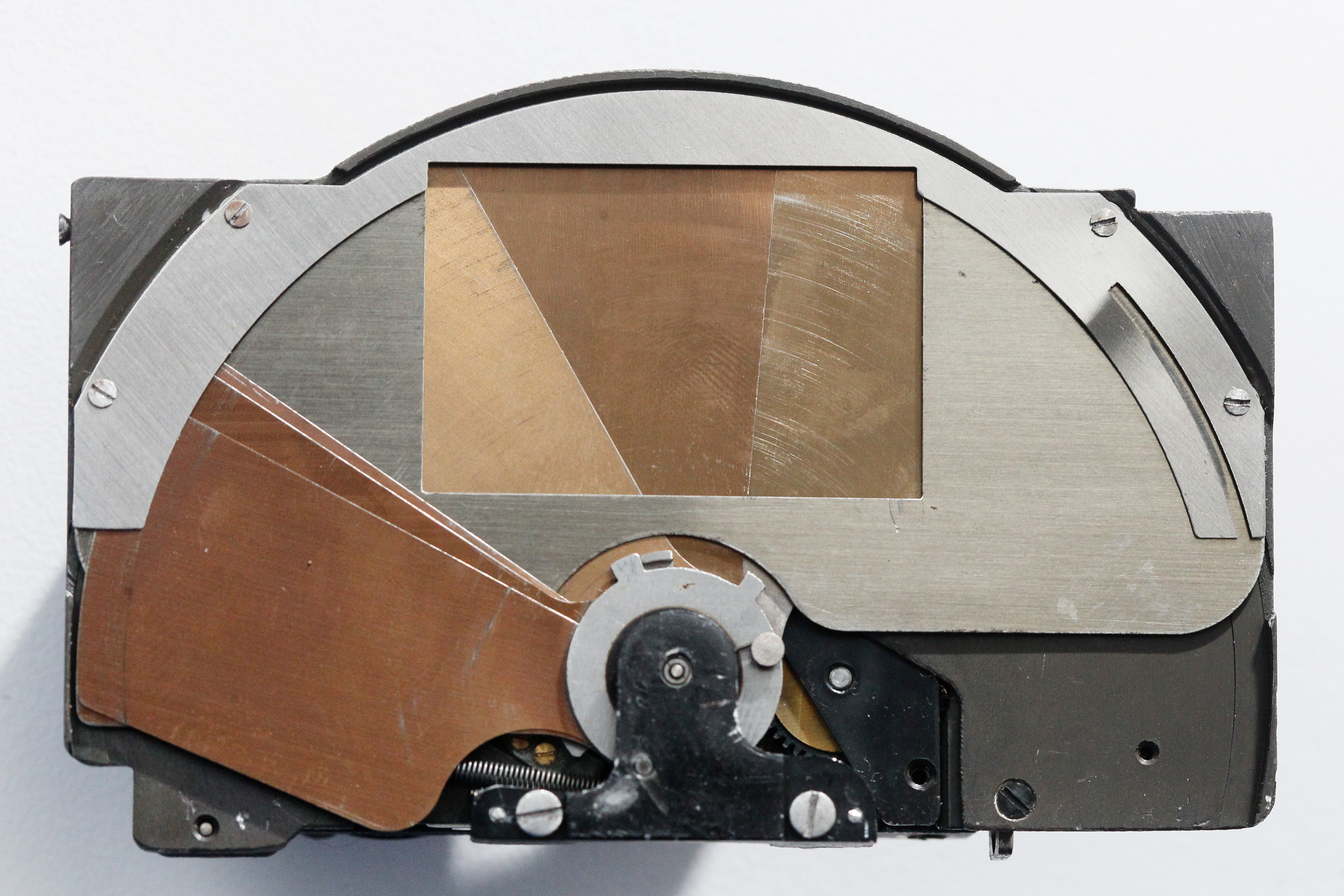
Веерный затвор фотоаппарата «Киев-10»

Конструктор ГОИ им. С.И. Вавилова Александр Гельгар в 1958 году запатентовал фокальный затвор с жёсткими металлическими шторками. Отправной точкой конструкции стал обтюраторный затвор. Многослойные секторные шторки затвора, как и обтюратор, поворачивались вокруг общей оси, что позволяло им складываться в сравнительно узкий пакет или раскладываться в виде веера. Такое устройство технологичнее ламельного затвора, поскольку исключает сложный в изготовлении параллелограммный рычажный механизм перемещения шторок. Впервые такой затвор использован в опытных образцах зеркального фотоаппарата в 1961 году, а с середины 1960-х годов устанавливался в серийных зеркальных камерах «Киев-10» и «Киев-15». 
В советской литературе этот тип затвора получил название «веерного». Как и ламельный затвор, веерный почти нечувствителен к колебаниям температуры и допускает высокие скорости движения шторок и экспонирующей щели. Главный его недостаток унаследован от обтюратора и заключается в больших габаритах, не поддающихся сокращению. По ширине узел веерного затвора почти втрое больше длинной стороны кадрового окна. Фотоаппараты «Киев» с таким затвором оставались самыми крупными 35-мм зеркальными камерами в СССР. Кроме того, криволинейная траектория экспонирующей щели, имеющей форму сектора, на коротких выдержках приводила к очень сложным искажениям формы быстродвижущихся предметов. Дальнейшего развития веерный затвор не получил, и уже для своей третьей малоформатной «зеркалки» «Киев-17» завод «Арсенал» разработал более компактный ламельный затвор.

## Барабанный щелевой затвор

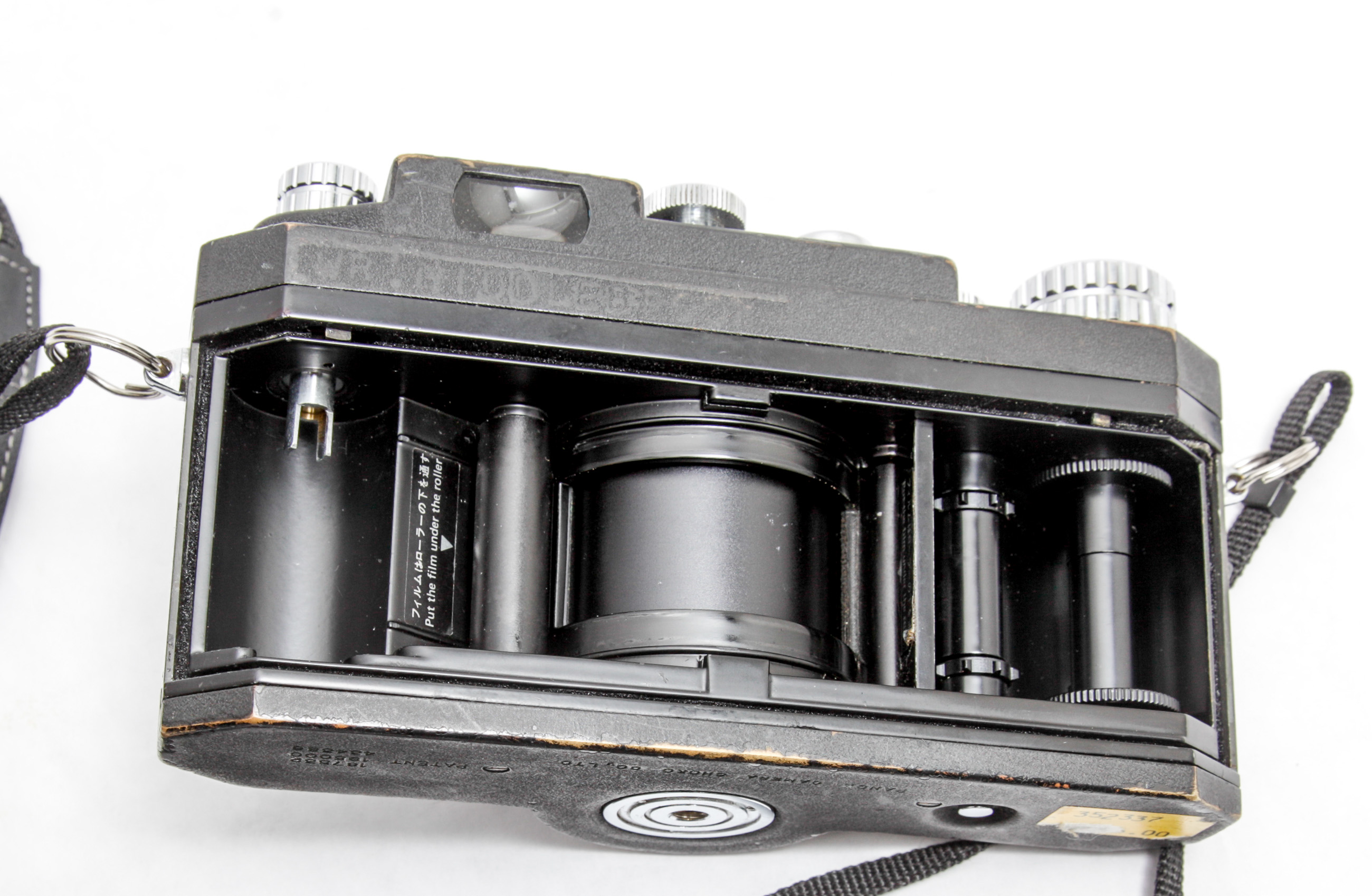
Открытая кассетная часть панорамного фотоаппарата «Widelux». В центре виден вращающийся барабан

Ещё один тип затвора, который может быть классифицирован, как фокальный, используется в панорамных фотоаппаратах специальной конструкции. В этом случае фотоплёнка, огибающая цилиндрический барабан, экспонируется движущейся мимо неё щелью в стенке вращающегося барабана с объективом. При этом щель всё время находится в фокальной плоскости объектива, поворачивающегося вместе с барабаном. Такая конструкция заменяет сверхширокоугольную оптику и обеспечивает высококачественную съёмку при углах поля зрения до 140°. Используется в фотоаппаратах Widelux, Noblex, «ФТ», «Горизонт» и других. 
Для круговой панорамной съёмки с углом поля зрения 360° пригоден другой вариант этой же технологии, когда барабан вращается вокруг неподвижной рукоятки вместе со всем фотоаппаратом, а фотоплёнка перематывается мимо экспонирующей щели синхронно с вращением. Принцип используется в фотоаппаратах Roundshot, Globuscope и некоторых других. Регулировка выдержки в обоих случаях выполняется изменением ширины экспонирующей щели или скорости вращения барабана. В некоторых фотоаппаратах этого типа, например «Горизонт-202», применяются оба способа. Замедление вращения барабана позволяет в этом случае отрабатывать длинные выдержки, вплоть до 1/2 секунды.

## Особенности работы со вспышкой
Фокальные затворы разных типов имеют свои особенности при съёмке с импульсным освещением. Если обтюраторные затворы обеспечивают синхронизацию на всех выдержках, как и центральные, то щелевой затвор с вращающимся барабаном в панорамных камерах вообще непригоден для работы с фотовспышкой. Все остальные типы — классический с гибкими шторками, и ламельный — позволяют вести съёмку в ограниченном диапазоне выдержек. Нормально экспонированный вспышкой кадр можно получить в таких затворах только на выдержках, при которых ширина экспонирующей щели не меньше соответствующего размера кадрового окна. На более коротких выдержках экспонированной импульсным светом оказывается только часть кадра, над которой в момент срабатывания вспышки находилась щель. Минимальная выдержка, при которой это условие выполняется, называется выдержкой синхронизации.
В современных цифровых зеркальных фотоаппаратах устанавливаются только ламельные затворы, выдержка синхронизации которых составляет от 1/100 до 1/250 для моделей среднего класса. В профессиональных камерах этот параметр может достигать 1/300—1/500 секунды. Значительная часть плёночных фотоаппаратов оснащалась классическим затвором с горизонтальным движением эластичных шторок (Leica M3, Pentax K1000, «Зенит-Е»). В этом случае выдержка синхронизации составляет 1/30—1/60 с. Рекордная выдержка синхронизации 1/100 секунды достигнута у профессионального фотоаппарата Minolta XK с таким затвором. 
Короткие выдержки синхронизации позволяют использовать заполняющую вспышку при ярком дневном свете. Специальная разновидность «FP» (англ. Flat Peak, Focal Plane) одноразовых вспышек со сгорающей в стеклянном баллоне фольгой была пригодна для съёмки шторным затвором на любых выдержках за счёт большой (до 0,3 секунды) продолжительности горения. Длительность такого импульса превышает общее время движения щели, успевающей экспонировать весь кадр. Однако вспышки этого типа давно вышли из употребления, но принцип «длительного импульса» реализован в современных электронных под таким же названием. При этом, как и одноразовая вспышка, электронная излучает «растянутый» световой импульс, состоящий из непрерывной серии коротких, что позволяет получить полностью экспонированный кадр на любых выдержках (вплоть до 1/4000 — 1/8000 секунды). 
Кроме названия «FP» технология иногда называется высокоскоростной синхронизацией (англ. HSS; High Speed Sinchronization). Однако интенсивность коротких импульсов значительно меньше, чем единственного, излучаемого в обычном режиме. Поэтому при высокоскоростной синхронизации эффективность электронных вспышек гораздо ниже.